# Bacopa occultans
Bacopa occultans är en grobladsväxtart som först beskrevs av William Philip Hiern, och fick sitt nu gällande namn av Hutchinson och Dalziel. Bacopa occultans ingår i släktet tjockbladssläktet, och familjen grobladsväxter. Inga underarter finns listade i Catalogue of Life.